# Legion

Vexillum, znak bojowy legionu (jeden z wielu wariantów)

Legion (łac. legio; także legia) – podstawowa i największa jednostka taktyczna armii rzymskiej złożona przede wszystkim z ciężkozbrojnej piechoty. Odpowiednik współczesnej dywizji. W pierwszych trzech wiekach imperium armia rzymska liczyła od 25 do 34 legionów. W wyprawach legionów uczestniczyli również kamieniarze, cieśle, inżynierowie i inni rzemieślnicy (jako oddziały pomocnicze).

## Nazwa
Nazwa oznacza dosłownie „pobór”. W początkowych okresach istnienia państwa rzymskiego oznaczało to całość wojska, czyli wszystkich mężczyzn powołanych pod broń. Przez wiele stuleci w legionach mogli służyć wyłącznie obywatele rzymscy.

## Znaki legionów

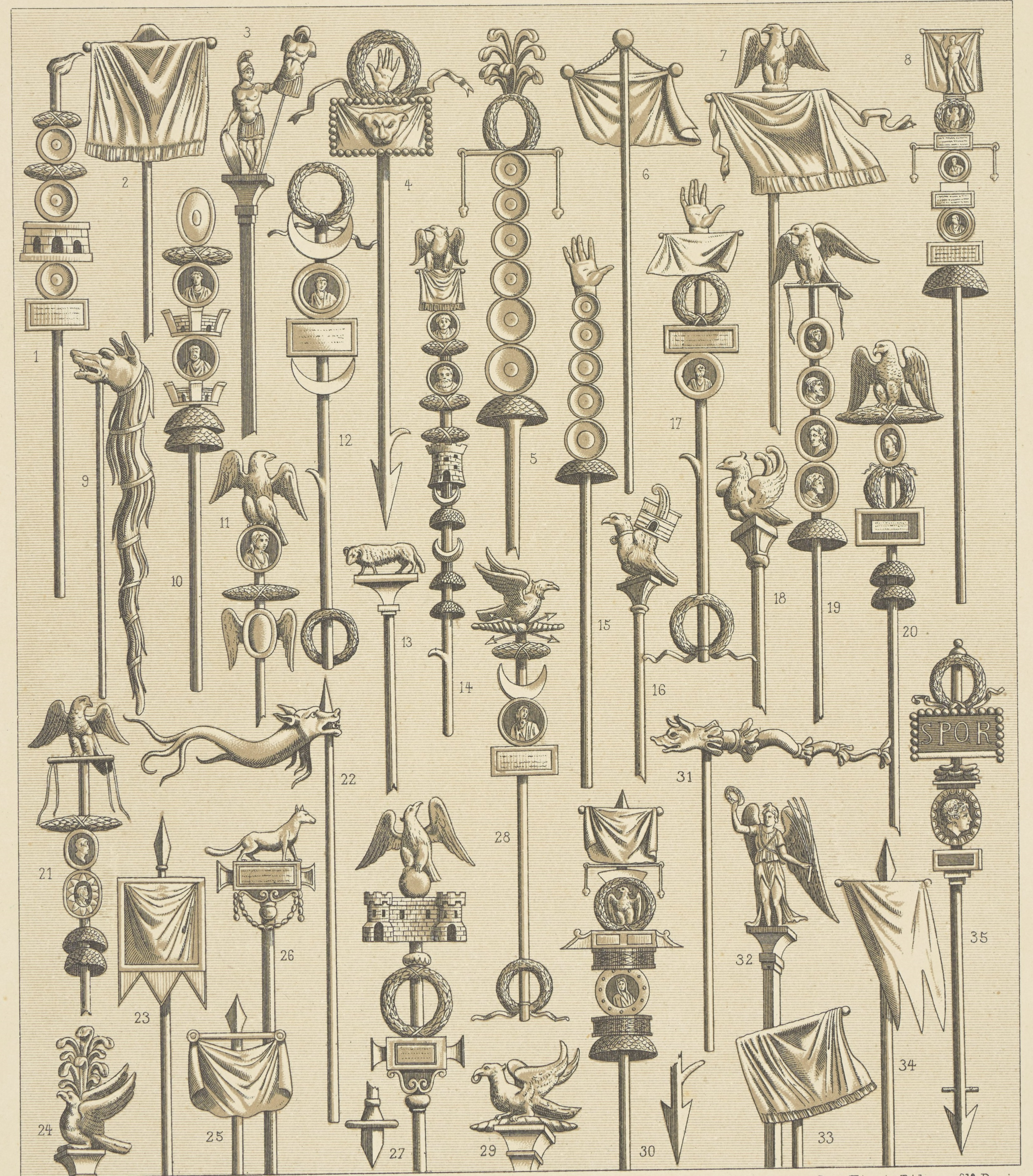
Przykłady znaków legionowych

Najstarszym znakiem legionu była włócznia z pękiem trawy (signum militare). Od początku republiki aż do czasów Mariusza legiony posiadały 5 zasadniczych znaków wojennych, które były noszone przez chorążych (signifer) na drągach i dzidach: podobizna wilka, orła, wieprza, konia i Minotaura. Proporce te czczono jako istoty święte, jako wojskowe bóstwa, które posiadały prawo azylu, przy nich też składano przysięgi wojskowe (iusiurandum). Stąd obowiązki chorążego były po części kapłańskie: on sam nosząc boskie znaki obcował z bogami zastępu wojskowego

## Organizacja
Legion w okresie wczesnej republiki dzielił się na:
- 30 manipułów (batalionów) po 2 centurie;
- 60 centurii (kompanii) po stu żołnierzy

a po reformie Mariusza na:
- 10 kohort (pułków) po 3 manipuły (ok. 480 żołnierzy) z tym, że pierwsza kohorta miała zazwyczaj ok. 1100 żołnierzy (podwójny stan);
- 30 manipułów (batalionów) po ok. 160 żołnierzy;
- 60 centurii (kompanii) – w zależności od okresu od 50 do 100 żołnierzy (zazwyczaj ok. 80), każda z kohort liczyła po 6 centurii, wyjątkiem była pierwsza kohorta, w której centurii było 5, jednak o podwójnym stanie liczbowym.

W skład legionu wchodziły też centurie jazdy dzielące się na szwadrony (łac. alae) i drużyny (łac. decuriae), oddziały lekkozbrojnych piechurów – welitów (velites), oddziały zwiadowcze, inżynieryjne, aprowizacyjne itd. Z powodu tego urozmaicenia legion był samodzielną jednostką operacyjną o dużej wszechstronności działania. Dzięki temu oraz ścisłej dyscyplinie armia rzymska była przez setki lat najskuteczniejszą armią świata starożytnego.
Teoretyczny stan osobowy legionu wynosił 5000-6000 żołnierzy, w praktyce jednak rzadko przekraczał 4000. Liczebność całej armii w okresie rozkwitu cesarstwa (II wiek n.e.) wahała się w granicach 30 legionów. W schyłkowym okresie cesarstwa rzymskiego legiony liczyły mniej więcej po tysiąc żołnierzy. W czasach panowania cesarza Augusta armia rzymska składała się z 25 legionów; w trakcie wojny domowej Oktawiana Augusta z Markiem Antoniuszem każda strona wystawiła po 40 legionów.
Legionem dowodził zarządzający prowincją legat (łac. legatus) lub legat specjalny, który miał rangę współczesnego generała. Podlegał mu sztab złożony z oficerów-praktykantów, zwanych trybunami wojskowymi (łac. tribunus militum), oraz dowódców kohort, manipułów i centurii jako oficerów wykonawczych.
Legioniści walczyli najczęściej w trzech szeregach: hastati, principes i triarii.

## Uzbrojenie legionisty

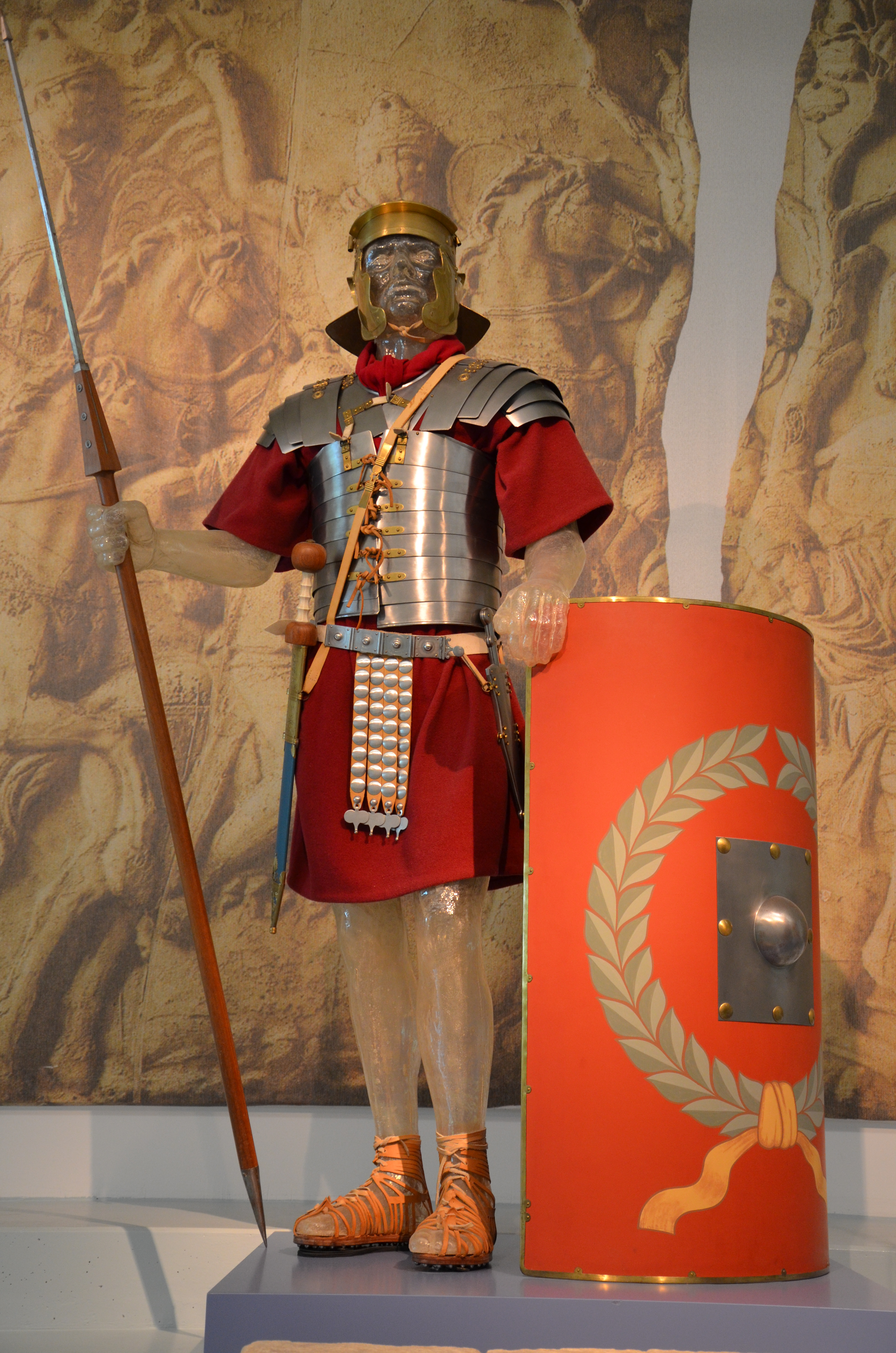
Rekonstrukcja uzbrojenia rzymskiego legionisty z II wieku n.e.

Uzbrojenie legionisty przez wieki ulegało zmianom. Legionista z początków republiki różnił się znacznie od swojego odpowiednika np. z II wieku n.e. Zmiany dotyczyły głównie jakości poszczególnych elementów, ale również stylu uzbrojenia. Zawsze podstawowymi elementami uzbrojenia pozostawały:
- Hełm (cassis/galea)
- Zbroja (lorica)
  - kolcza (lorica hamata)
  - łuskowa (lorica squamata)
  - płytowa (lorica segmentata)
- Tarcza (scutum) – początkowo owalna, później prostokątna
- Włócznia (hasta) i/lub oszczepy (pilum)
- Miecz (gladius).

Legiony rzymskie wyposażone były w machiny oblężnicze i katapulty. Dobre drogi budowane przez Rzymian ułatwiały przemieszczanie wojsk.

## Historia

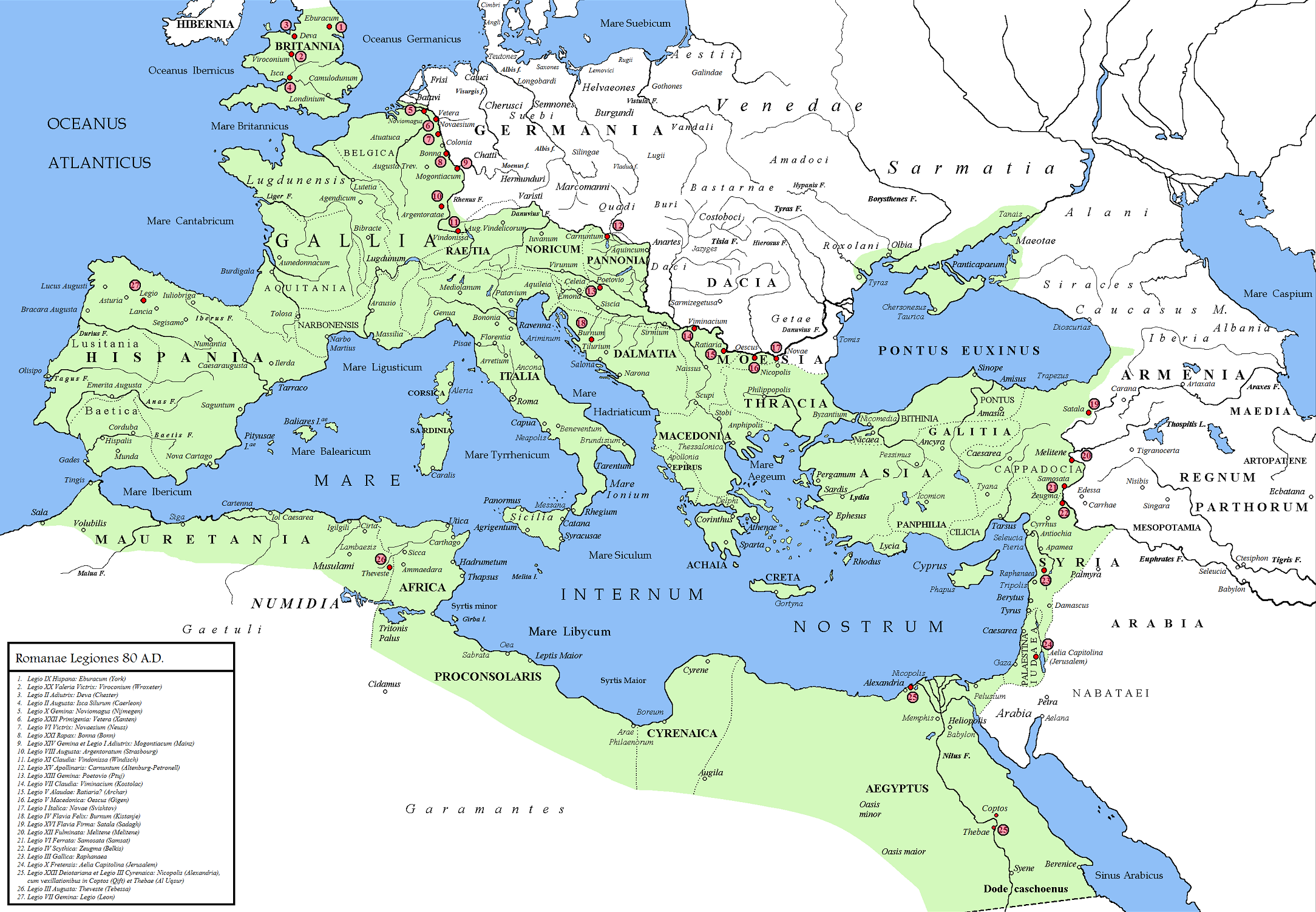
Rozmieszczenie rzymskich legionów w r. 80 n. e.

Początkowo obywatele trzech gmin rzymskich tworzyli jeden legion liczący 3000 piechoty i 300 jazdy, który w bitwie szykowany był w falangę. Jeźdźcy walczyli pieszo, a koni używano tylko w marszu.
Na początku IV wieku p.n.e. liczebność legionu wzrosła do 4500 żołnierzy – 3300 żołnierzy piechoty liniowej, 900 welitów oraz 300 jeźdźców, którzy walczyli już konno. Na czele legionu stał legat. W połowie IV wieku p.n.e. piechota liniowa podzielona została na jednostki taktyczne zwane manipułami, wciąż walczące w szyku zwartym jako tzw. falanga manipularna.
Rozwój taktyki rzymskiej armii doprowadził pod koniec IV wieku p.n.e. do powstania legionu manipularnego, w którym piechota liniowa stosowała zamiast dotychczasowej falangi rozczłonkowany szyk manipularny. Piechota liniowa składała się z 30 manipułów z podziałem na trzy kategorie po 10 manipułów każda. Poszczególne kategorie różniły się uzbrojeniem – najmłodsi (hastati) tworzyli pierwszy rzut szyku, starsi (principes) – drugi rzut, a najstarsi, najbardziej doświadczeni weterani (triarii) – trzeci rzut. W skład manipułu hastati i principes wchodziły 2 centurie po 60 żołnierzy, natomiast manipuł triarii składał się z 2 centurii po 30 żołnierzy. Zatem piechota liniowa legionu, licząca teraz 3000 żołnierzy, składała się z 1200 hastati, 1200 principes i 600 triarii. Liczba welitów w legionie wzrosła do 1200 żołnierzy, natomiast jazda wciąż liczyła 300 koni. Całość legionu manipularnego liczyła 4500 żołnierzy.
Bitwę rozpoczynali welici, którzy zasypywali nieprzyjaciela oszczepami (iacula), a następnie wycofywali się. Po nich wybiegały do przodu dwa pierwsze rzuty piechoty liniowej, które rzucały oszczepami (pilum), po czym ruszały do walki wręcz na miecze. Ostatnie do walki wkraczały manipuły triarii, którzy nie mieli broni miotającej, za to uzbrojeni byli w długie włócznie (hasta). W trakcie bitwy poszczególne rzuty legionu, którego manipuły uszykowane były w szachownicę, wchodziły do walki według uprzednio wyćwiczonego harmonogramu.
Ponieważ dowodzenie niewielkimi i licznymi manipułami było bardzo skomplikowane, co utrudniało przeprowadzenie manewru, już pod koniec drugiej wojny punickiej u schyłku III wieku p.n.e. Scypion Afrykański Starszy podzielił piechotę na większe jednostki taktyczne, zwane kohortami, składające się z 3 manipułów – po jednym z każdego rzutu. Dzięki tej reformie zdolność manewrowa legionu znacznie wzrosła. Dalsze reformy przeprowadzone pod koniec II wieku p.n.e. przez Mariusza doprowadziły do powstania legionu kohortalnego, w którym piechota liniowa podzielona została na jednolicie uzbrojone kohorty. Podział na hastati, principes i triarii został ostatecznie zlikwidowany, a manipuły pozostały jedynie jednostkami organizacyjnymi.
Początkowo Mariusz zwiększył liczebność legionu do 6000 żołnierzy (10 kohort), jednak wkrótce liczebność legionu została zmniejszona do 4000 żołnierzy. Legion po reformie Mariusza składał się z ciężkozbrojnej piechoty, lekkozbrojnej piechoty oraz jazdy, która była przydzielana w razie potrzeby (tzw. auxilia).
W pierwszych wiekach Cesarstwa legiony stanowiły trzon armii rzymskiej. Wciąż składało się na nie 10 kohort, czyli 30 manipułów po 2 centurie, a do tego miały 120 jeźdźców. Z biegiem czasu do legionu przydzielono również artylerię.
Za czasów Galiena odebrano legionom jazdę, którą przywrócono za panowania Dioklecjana. Stan etatowy legionów wynosił wtedy 6100 piechoty i 726 jazdy, jednak rzeczywista liczebność legionu była prawdopodobnie niższa. Reformy Konstantyna Wielkiego doprowadziły do bardzo dużego spadku liczebności legionu, w którym odtąd było tylko 1000 żołnierzy. Wielkość zbliżoną do dawnego legionu posiadały teraz inne jednostki, liczące etatowo 5500 piechoty i 2000 jazdy.
Liczba legionów w czasach Republiki rosła w miarę wzrostu terytorialnego państwa. W okresie bitwy pod Akcjum (31 p.n.e.) Rzym dysponował 75 legionami. Za cesarza Augusta w okresie pokojowych stosunków z sąsiadami armia rzymska liczyła tylko 25 legionów. W ciągu następnych 200 lat legionów stopniowo przybywało, aż do liczby 34: za rządów Hadriana było 28 jednostek, Septymiusz Sewer stworzył 3 nowe, za panowania Aleksandra Sewera istniały 32 legiony. Za czasów Dioklecjana Cesarstwo dysponowało 68 legionami. Po reformach Konstantyna Wielkiego przeprowadzonych na początku IV wieku, co najmniej 174 oddziały nosiły nazwę legionu. W okresie tym legiony dzielono na polowe (palatini, comitatenses) i pograniczne (ripariensis).